# 哈萨克斯坦坚戈
哈薩克斯坦堅戈（英語：Kazakhstani Tenge；中文又名探戈、騰格）是哈薩克斯坦的法定貨幣，ISO 4217代碼：KZT。由哈萨克斯坦共和国国家银行发行。辅币为泰因（英語：Tiyin），1 坚戈=100泰因。
“Tenge”一詞在突厥語族語言中意義多爲一系列的衡量，其詞源“teğ-”義爲“相等、平衡”，相當於漢語的“等”或“戥”。

## 历史
哈萨克斯坦独立初期，为了支付工资、养老金和社会福利，不得不向俄罗斯购买纸币。直到1992年上半年，俄罗斯中央银行仍在免费提供卢布。但随着两国预算的分离，哈萨克斯坦需要为卢布支付费用，而哈萨克斯坦的财政状况不允许，这导致了现金短缺的问题。同时，由于俄罗斯开始停止流通1961至1992年间的卢布纸币，这些旧币非法流入哈萨克斯坦的情况也愈加严重。
1992年，哈萨克斯坦总统努尔苏丹·纳扎尔巴耶夫成立了一个工作小组，负责设计哈萨克斯坦的货币。该小组由达乌列特·谢姆巴耶夫（Daulet Sembayev）领导，并包括了几位设计师，如门迪巴伊·阿林（Mendibai Alin）、多斯博尔·卡西莫夫（Dosbol Kasymov）、阿吉姆萨利·杜泽尔哈诺夫（Agimsaly Duzelkhanov）、蒂穆尔·苏雷门诺夫（Timur Suleimenov）和海鲁拉·加布贾利洛夫（Khairulla Gabjalilov）。这些成员的任务是确定国家金融和信贷政策独立实施的原则。小组讨论了多个方案，其中之一提议继续使用哈萨克斯坦卢布（面额为5000、10000和50000），并在俄罗斯印刷这些纸币。另一个方案则提议先印制高面额的纸币，并暂时推出一个过渡性的国家货币，1至2年后再推出正式的国家货币。第三个方案是与卢布并行推出哈萨克斯坦货币，而第四个方案则是直接推出本国货币。经过长时间的讨论，工作小组一致决定选择最后一个方案。本国货币最终命名为“坚戈”（тенге），这个名字源自中世纪突厥小额银币“登格”（денге）或“坦加”（таньга），这些货币的名称与俄语中的“日元”（деньга）和“钱”（деньги）同源。
到1992年6月，哈萨克斯坦与俄罗斯关于建立卢布区的谈判陷入僵局，因为俄罗斯政府决定放弃之前的卢布区概念。尽管两国已经达成协议，要求任何一方如果希望推出自己的货币，必须提前3个月通知另一个国家，但俄罗斯还是在1993年7月1日几乎同时推出了自己的本国货币。
由于哈萨克斯坦没有自己的纸币印刷厂，之前所有的货币都由莫斯科印刷，因此决定将货币委托给英国的哈里森父子公司（Harrison and Sons）以及德拉鲁公司（De La Rue）进行印刷。当时印刷所有货币的成本约为700万美元。货币生产完成后，通过4架伊尔-76运输机从伦敦秘密运送到哈萨克斯坦的乌拉尔斯克，然后分发到哈萨克斯坦的其他地区。当时相关运输文件中写着：“国家元首在建官邸必需品”。
1993年11月，纳扎尔巴耶夫通过一项总统令成立了关于引入国家货币的政府委员会，由总理谢尔盖·捷列先科（Sergey Tereshchenko）领导。委员会成员还包括第一副总理达乌列特·谢姆巴耶夫、财政部长厄尔凯什拜·德尔比索夫（Erkesbay Derbisov）、经济部长贝森拜·伊兹特利乌夫（Beysenbay Izteleuov）、哈萨克斯坦国家银行行长哈利姆·拜纳扎罗夫（Ghalym Baynazarov）和议会委员会主席绍克·塔克热诺夫（Sauq Takezhanov）。1993年11月5日，纳扎尔巴耶夫签署了《稳定货币体系紧急措施》命令，确定了推出本国货币前的必要步骤，并要求所有个人和法人不得向银行存入1961年至1992年发行的卢布纸币，直至哈萨克斯坦国家银行发出进一步指示。
1993年11月12日，哈萨克斯坦总统努尔苏丹·纳扎尔巴耶夫签署了《关于引入哈萨克斯坦国家货币的命令》。纳扎尔巴耶夫通过中央电视台向全国介绍了哈萨克斯坦的新货币。1993年11月15日，坚戈正式投入流通，汇率为1坚戈=500卢布，俄罗斯和苏联的卢布纸币可以兑换成坚戈。从1993年11月18日起，坚戈正式成为哈萨克斯坦境内唯一法定支付工具。
2006年11月15日，哈萨克斯坦共和国国家银行发行第二版坚戈。翌年（2007年）的3月20日，哈萨克斯坦国家银行发布了坚戈的符号。
2013年9月2日，哈萨克斯坦国家银行提出的哈萨克斯坦坚戈从有管理的浮动开始挂钩美元和俄罗斯卢布。后在2014年2月11日，为回应俄罗斯卢布的贬值，坚戈兑美元贬值19％，直接导致中华人民共和国新疆维吾尔自治区口岸對哈貿易呈現下滑態勢。

## 纸币

### 1993-2006年系列
第一版坚戈发行于1993-2006年，以下表格为票样及简介：
|  |  | 105*65mm | 1泰因     | 其面值                  | 哈萨克斯坦国徽                     | 1993      | 1995年12月30日                  |
|  |  | 105*65mm | 2泰因     | 其面值                  | 哈萨克斯坦国徽                     | 1993      | 1995年12月30日                  |
|  |  | 105*65mm | 5泰因     | 其面值                  | 哈萨克斯坦国徽                     | 1993      | 1995年12月30日                  |
|  |  | 105*65mm | 10泰因    | 其面值                  | 哈萨克斯坦国徽                     | 1993      | 1995年12月30日                  |
|  |  | 105*65mm | 20泰因    | 其面值                  | 哈萨克斯坦国徽                     | 1993      | 1995年12月30日                  |
|  |  | 105*65mm | 50泰因    | 其面值                  | 哈萨克斯坦国徽                     | 1993      | 1995年12月30日                  |
|  |  | 124*62mm | 1坚戈     | 哲学家法拉比肖像        | 法拉比的演算图以及教堂设计图       | 1993      | 2010                            |
|  |  | 124*62mm | 3坚戈     | 诗人苏尤拜肖像          | 阿拉套山                           | 1993      | 2010                            |
|  |  | 124*62mm | 5坚戈     | 作曲家库尔曼加齐肖像    | 库尔曼加齐之墓地                   | 1993      | 2010                            |
|  |  | 144*69mm | 10坚戈    | 学者瓦里汗诺夫肖像      | 奥肯咸特普斯山                     | 1993      | 2010                            |
|  |  | 144*69mm | 20坚戈    | 诗人阿拜·库南巴耶夫肖像 | 猎鹰与策马人                       | 1993      | 2010                            |
|  |  | 144*69mm | 50坚戈    | 民族英雄阿布勒海尔肖像  | 曼格斯套州岩画                     | 1993      | 2010                            |
|  |  | 144*69mm | 100坚戈   | 民族英雄阿布赉汗肖像    | 宗教领袖Hodja Ahmed Yassavi 之墓地 | 1993      | 2010                            |
|  |  | 144*69mm | 200坚戈   | 哲学家法拉比肖像        | 宗教领袖Hodja Ahmed Yassavi 之墓地 | 1993/1999 | 1993版2012停用/1999版2018年停用 |
|  |  | 144*69mm | 500坚戈   | 哲学家法拉比肖像        | 宗教领袖Hodja Ahmed Yassavi 之墓地 | 1994/1999 | 1994版2012停用/1999版2018年停用 |
|  |  | 144*69mm | 1000坚戈  | 哲学家法拉比肖像        | 宗教领袖Hodja Ahmed Yassavi 之墓地 | 1994/1999 | 1994版2012停用/1999版2018年停用 |
|  |  | 144*69mm | 2000坚戈  | 哲学家法拉比肖像        | 宗教领袖Hodja Ahmed Yassavi 之墓地 | 1996/2000 | 1996版2013停用/2000版2018年停用 |
|  |  | 149*74mm | 5000坚戈  | 哲学家法拉比肖像        | 宗教领袖Hodja Ahmed Yassavi 之墓地 | 1998/2001 | 2018                            |
|  |  | 149*74mm | 10000坚戈 | 哲学家法拉比肖像        | 雪山，雪豹                         | 2003      | 2018                            |

### 2006年手掌系列
第二版坚戈手掌系列发行于2006年11月15日，以下表格为票样和简介：
|  |  | 126*64mm | 200坚戈   | 手掌，面值，巴伊杰列克观景塔，国旗，国徽，国歌 | 哈萨克斯坦地图轮廓，交通部与国防部大楼，雪豹             | 2006      | 流通中 |
|  |  | 130*67mm | 500坚戈   | 同上                                           | 哈萨克斯坦地图轮廓，财政部与市政厅大楼，海鸥             | 2006      | 流通中 |
|  |  | 134*70mm | 1000坚戈  | 同上                                           | 哈萨克斯坦地图轮廓，阿拉木图总统文化中心，背景是山       | 2006/2012 | 流通中 |
|  |  | 139*73mm | 2000坚戈  | 同上                                           | 哈萨克斯坦地图轮廓，歌剧院大楼，背景是湖泊               | 2006/2012 | 流通中 |
|  |  | 144*76mm | 5000坚戈  | 同上                                           | 哈萨克斯坦地图轮廓，独立纪念碑，哈萨克斯坦酒店，背景是山 | 2006/2012 | 流通中 |
|  |  | 149*79mm | 10000坚戈 | 同上                                           | 哈萨克斯坦地图轮廓，总统府，背景是峡谷                   | 2006/2012 | 流通中 |

### 纪念钞系列
- 2001年，发行5000坚戈（纪念从苏联独立10周年）。
- 2008年，发行5000坚戈（纪念坚戈发行十五周年）。
- 2010年，发行1000坚戈（纪念哈萨克斯坦担任欧安组织主席国）。
- 2011年，发行1000坚戈（纪念哈萨克斯坦担任伊斯兰会议组织主席国）；2000坚戈（纪念第七届亚洲冬季运动会）；10000坚戈（纪念独立20周年）。
- 2013年，发行1000坚戈（纪念闕特勤碑）

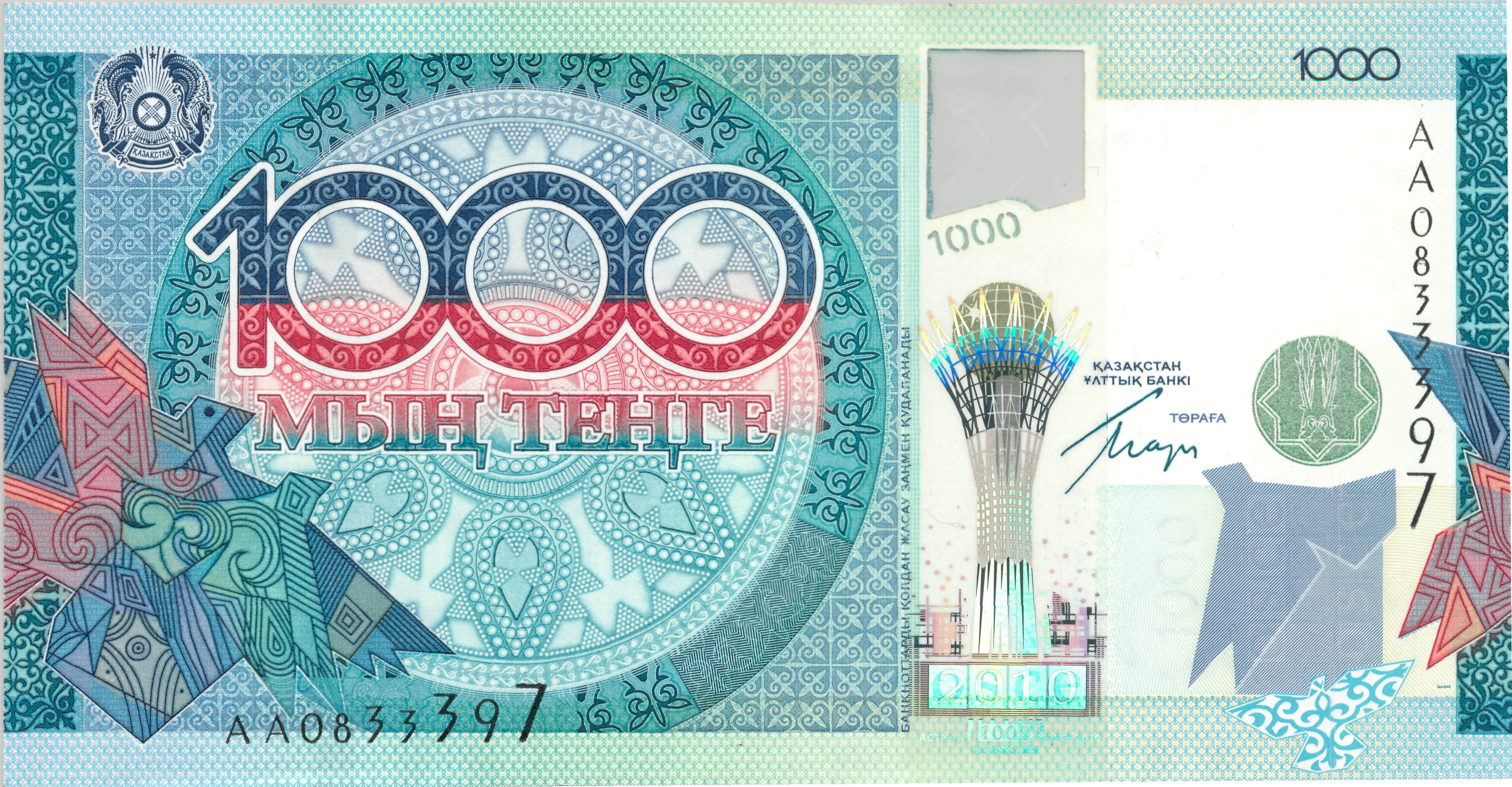
纪念哈萨克斯坦担任欧安组织主席国1000坚戈纪念钞正面
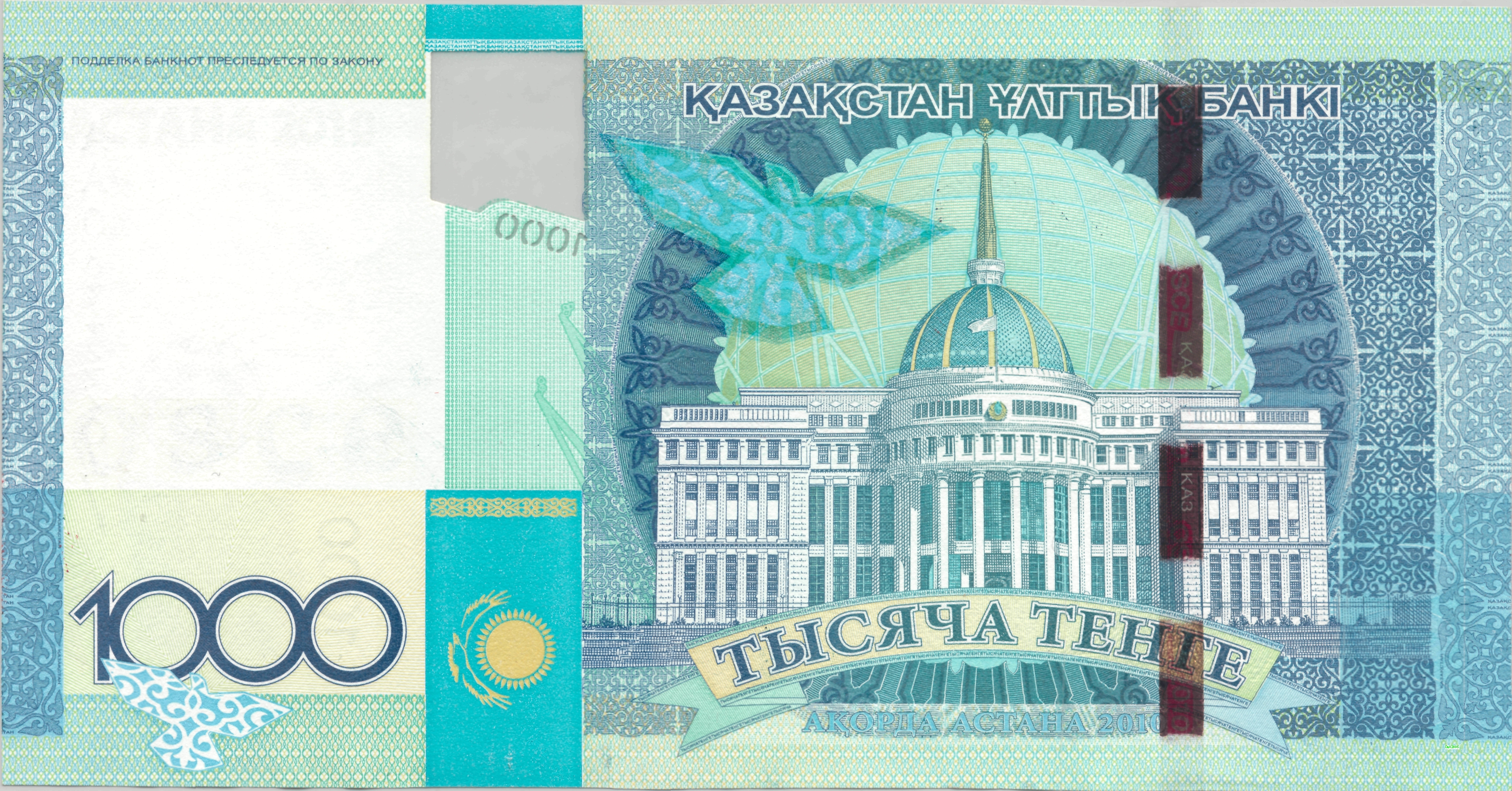
纪念哈萨克斯坦担任欧安组织主席国1000坚戈纪念钞背面

## 硬币

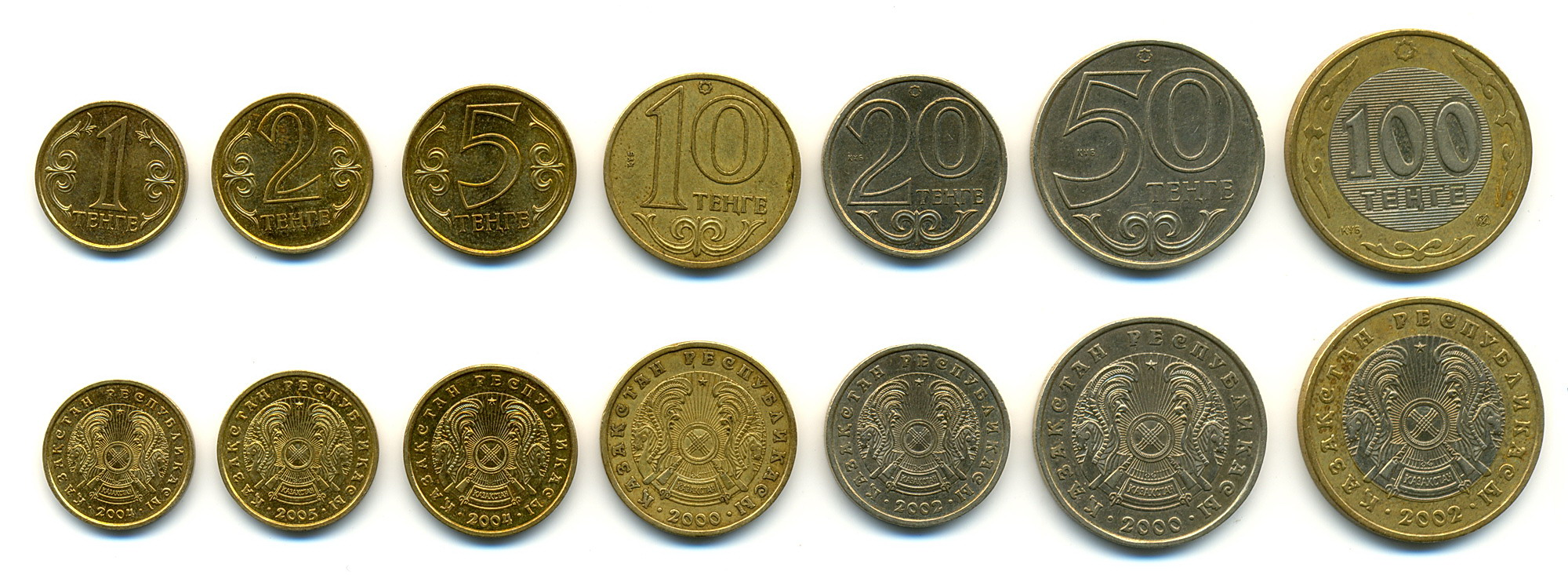
1, 2, 5, 10, 20, 50和100 坚戈硬币

1994年3月1日，首批泰因硬币投入流通，发行了2、5、10、20、50泰因5种面值。
1995年10月25日，引入了新系列的坚戈硬币，有1、3、5、10、20坚戈5种面值，而这系列硬币已于2001年停用。
1997年，发行了第二系列的坚戈硬币，有1、2、5、10、20、50、100坚戈7种面值。
2005年，此系列推出的硬币是目前仍在流通，有1、2、5、10、20、50、100坚戈7种面值。
哈萨克斯坦国家银行在重大纪念节日也会发行纪念币，大多数为贵金属铸造。